# Hida (okręg Sălaj)
Hida – wieś w Rumunii, w okręgu Sălaj, w gminie Hida. W 2011 roku liczyła 1067 mieszkańców.